# Posadas (Gerichtsbezirk)
Der Gerichtsbezirk Posadas ist einer der zwölf Gerichtsbezirke in der spanischen Provinz Córdoba.
Der Bezirk umfasst 8 Gemeinden auf einer Fläche von 1.668,29 km² mit dem Hauptquartier in Posadas.

## Gemeinden
| Gemeinde               | Einwohner (2024) | Fläche km² | Dichte Einw./km² | Cod INE | Postleitzahl |
| ---------------------- | ---------------- | ---------- | ---------------- | ------- | ------------ |
| Almodóvar del Río      | 7.981            | 172,53     | 46               | 14005   | 14720        |
| La Carlota             | 14.381           | 78,97      | 182              | 14017   | 14100        |
| Fuente Carreteros      | 1.067            | 9,26       | 115              | 14901   | 14110        |
| Fuente Palmera         | 9.907            | 65,47      | 151              | 14030   | 14120        |
| Guadalcázar            | 1.556            | 72,37      | 22               | 14033   | 14130        |
| Hornachuelos           | 4.390            | 909,22     | 5                | 14036   | 14740        |
| Palma del Río          | 20.546           | 200,19     | 103              | 14049   | 14700        |
| Posadas                | 7.224            | 160,28     | 45               | 14053   | 14730        |
| Gerichtsbezirk Posadas | 67.052           | 1.668,29   | 40               | –       | –            |